# L'ultima guerra
L'ultima guerra (世界大戦争?, Sekai daisensō) è un film del 1961 diretto da Shūei Matsubayashi.
Il titolo italiano si riferisce all'edizione televisiva, doppiata appositamente dalla SAS.

## Accoglienza

### Critica
Analogo messaggio è nel precedente Dai sanji sekai taisen.»
(FantaFilm)

## Influenza culturale
Nel videogioco Metal Gear Solid 3: Snake Eater (2004), Para-Medic parla del film osservando che esso «ritrae la distruzione tramite gli occhi della gente comune. Le semplici vicende umane di tutti i giorni vengono sconvolte dalla forza terribile di una guerra che non ha niente a che fare con la gente comune».